# Франкова дилатација
Франкова дилатација једна је од најпознатијих нехируршких техника у креирању роднице или неовагине код атрезије роднице. Добра страна ове методе је избегавање хируршке интервенције.  Мана ове технике је временски период у којем ће се креирати неовагина, као и потреба за сталним дилатацијама роднице, што понекад код саме пацијенткиње може довести до одустајања.

## Историја
Милерова атрезија  је други најчешћи узрок примарне аменореје. Погађа 1/5.000 до 1/10.000 живорођених жена. Пошавши од ових података Р. Т. Франк је осмислио нехируршку методу за обликовање неовагине  код многих пацијената са вагиналном атрезијом.  Креирање вагине нехируршким путем  др Франк је као посебну технику популаризивао почев од 1938. године, од када се  она  доста успешно изводи. 
На основу задовољавајућих клиничких исхода и ниског морбидитета, неколико аутора сугерисало је да се нехируршка вагинална дилатација треба сматрати терапијом прве линије код пацијената са вагиналном атрезијом. То је недавно потврдила група пацијената са милеровском атрезијом, њих 87-91% који су успели да створе функционалну родницу користећи вагиналну дилатацију.

## Опште информације
Процедура се изводила тако што се постепеним свакодневним дилатацијама кожни остатак закржљале роднице тегли пут унутра, а потом, након постигнуте дубине роднице, изводи се дилатација ширим дилататорима, да би се добила адекватна ширина вагине, како би био могућ што успешнији сексуални односа. 
Франкова почетна техника користила је ручне вагиналне дилататоре у положају литотомиј (сличан лежећем положају тела када је пацијент окренут према горе, са рукама у страну,  ногама које су раздвојене, подигнуте и ослоњене у држач за ноге у стилу чизме или у положају узенгија). Ова техника имала је ограничења као што су замор пацијентових руку и ногу, дужина времена проведеног током процеса дилатације и неудобно позиционирање. 
Инграмов метод донекле је превазишао ове потешкоће коришћењем седећег положаја како би се искористила телесна тежина пацијента. Ова метода користи вагиналне дилататоре постављене на специјално дизајнирану столицу у облику бициклистичког седишта које обезбеђује перинеални притисак преко уског и повишеног предњег дела бициклистичког седишта.
Упркос повољном клиничком исходу ове методе, постоје неке практичне потешкоће у изради и руковању бициклистичким седиштем посебно код њене примене у амбулантним условима. 
Један чланак извештава о случају у којем је вагинална атрезија успешно лечена коришћењем поједностављене верзије Инграмове методе. У овој модификацији, вагинални дилататори су постављени на обичну амбулантну столицу уместо на столицу са бициклистичким седиштем.